# Беклемишев, Иван Никитич
Иван Никитич Берсень-Беклемишев (год рождения неизвестен — 1525 г.) — русский дипломат и государственный деятель в царствование Ивана III и Василия III.

## Биография
Представитель рода Беклемишевых, сын Никиты Васильевича Беклемишева. В разрядных книгах именуется «сыном боярским», однако участвовал в великокняжеской думе. За светлый ум, за всегда удачные советы, за точное и быстрое исполнение поручений, Иван III питал к нему особенное расположение; к тому же Иван Никитич был сыном его любимого дьяка. Положение Берсеня было так высоко и прочно, что к его заступничеству не раз прибегали опальные, как например князь Василий Михайлович Верейский. В 1490 году Берсень был приставом при германском после Делаторе, приезжавшем в Москву от императора Максимилиана, который искал союза с Иваном III против польского короля и добивался руки его дочери.
В 1492 году Берсень сам ездил послом в Польшу к королю Казимиру IV. Посольство это, однако, не удалось, так как по приезде в Варшаву Берсень узнал, что Казимир умер, а потому рассудил вернуться назад и «не править ни у кого посольства». В 1503 г. Берсень снова отправляется послом в Крым к хану Менгли-Гирею. При Василии III Берсень постепенно утратил своё высокое положение.
Ещё в 1514 году, в числе прочих бояр, Берсень встречает Камалу, посла турецкого султана Селима І, у дверей большой палаты и даже провожает его к царю, то есть занимает одну из высших и почётных ступеней придворной иерархии. Но уже вскоре после этого, во время Литовской войны, произошло открытое столкновение великого князя с Берсенем, который, по привычке громко высказывать своё мнение и давать советы, позволил себе по какому-то обстоятельству относительно Смоленска противоречить Василию III. «Поди прочь, смерд, ненадобен ми еси», ответил ему великий князь, и с этих пор добрые отношения между великим князем и Берсенем уже не возобновлялись. Сторонник старины, «дедины», Берсень ещё со времени женитьбы Ивана III на Софии Палеолог часто выражал сожаление о том, что на Руси завелись новые порядки: «как пришли сюды Грекове, ино и земля наша замешалася», говорил он, а про Софию утверждал: «какова бы ни была, а к нашему нестроенью пришла». Великого князя Василия он осуждал за строгость и за приверженность к Греции: «переменил князь Василий старые обычаи» — «старых не почитает». «Ныне государь, запершись, сам-третей все дела у постели решает», твердил он.
Все эти осуждения великого князя и недовольство Берсеня на «переставливанье обычаев» были сообщены Максимом Греком, который в двадцатых годах XVI столетия попал под суд. Берсеня привлекли к ответственности, так как на допросе Максим Грек показал на него, будто он говорил дерзкие слова против государя по поводу его развода с Соломонией Сабуровой и осуждал митрополита Даниила, разрешившего этот развод. На очной ставке с Максимом Греком Берсень отказался от своих слов. Однако, когда Максим Грек напомнил подлинные речи Берсеня, «государь деи упрям и встречи [возражений] против себя не любит», напомнил, что он это заказывал «никому не сказывать», — Берсень повинился и был приговорён к смертной казни. Зимою 1525 года Берсень был обезглавлен на Москве-реке.

## Названы в честь Берсеня-Беклемишева
- Берсеневская набережная — по одной из версий название местности (Берсеневка) происходит от существовавшей в XVI веке «берсеневой решётки», перегораживавшей улицу от «лихих людей», поставленной Берсень-Беклемишевым.
- Беклемишевская башня Кремля (также известна как Москворецкая) — название происходит от двора Беклемишева, который был расположен внутри Кремля поблизости от башни.